# Дубків
Дубків (пол. Dąbków) — село в Польщі, у гміні Любачів Любачівського повіту Підкарпатського воєводства.
Населення становить 316 осіб (2011).

## Розташування
Село лежить на Терногородському плато за 8 км від кордону з Україною. Знаходиться у давньому українському етнічному регіоні Любачівщина.

## Назва
Село Фельзендорф перейменовано 11 березня 1939 року під час кампанії перейменування німецьких назв.

## Історія
Село засноване під час проведення так званих йосифінських реформ у 1780-х роках в Галичині.
Населення на 1 січня 1939 року в селі мешкало 160 осіб, з них: 10 — українці, 75 — поляки, 5 — євреї, 70 — німці. Село належало до Любачівського повіту Львівського воєводства. У складі повіту 27 листопада 1939 року село включене до новоутвореної Львівської області. Німців у 1940 році виселили до Вартеґав за програмою «Додому в Рейх». У жовтні 1944 року західна частина області включно з селом передана Польщі.
У 1975—1998 роках село належало до Перемишльського воєводства.

## Демографія
Демографічна структура станом на 31 березня 2011 року:
|          | Загалом | Допрацездатний вік | Працездатний вік | Постпрацездатний вік |
| -------- | ------- | ------------------ | ---------------- | -------------------- |
| Чоловіки | 163     | 40                 | 105              | 18                   |
| Жінки    | 153     | 25                 | 95               | 33                   |
| Разом    | 316     | 65                 | 200              | 51                   |